# فلورنسیا بکر
فلورنسیا بکر (اسپانیایی: Florencia Bécquer‎؛ ۹ ژوئن ۱۹۱۰ – ۱۹۹۴) بازیگر آرژانتینی‌الاصل اهل اسپانیا بود.
از فیلم‌ها یا برنامه‌های تلویزیونی که وی در آن نقش داشته است، می‌توان به فورتوناتو اشاره کرد.